# بزرگراه A3 (لسوتو)
بزرگراه A۳ یکی از جاده‌های اصلی کشور لسوتو در جنوب آفریقا است. این جاده از گردنه موخوآبونگ عبور می‌کند و شهرهای مانتسونیانه و تهبا-تسکا را به یکدیگر متصل می‌سازد.